# جی‌ان استور نورد
جی‌ان استور نورد (به دانمارکی: GN Store Nord) شرکت ابزار و تجهیزات الکترونیکی دانمارکی است. تمرکز اصلی این شرکت در زمینه تولید تجهیزات صوتی و شنیداری مانند دستگاه‌های شنوایی‌شناسی، سمعک و انواع هدست می‌باشد. شرکت جی‌ان استور نورد در سال ۱۸۶۹ در شهر کپنهاگ، دانمارک تأسیس شد.